# Nagoya-shi Sōgō Taiikukan

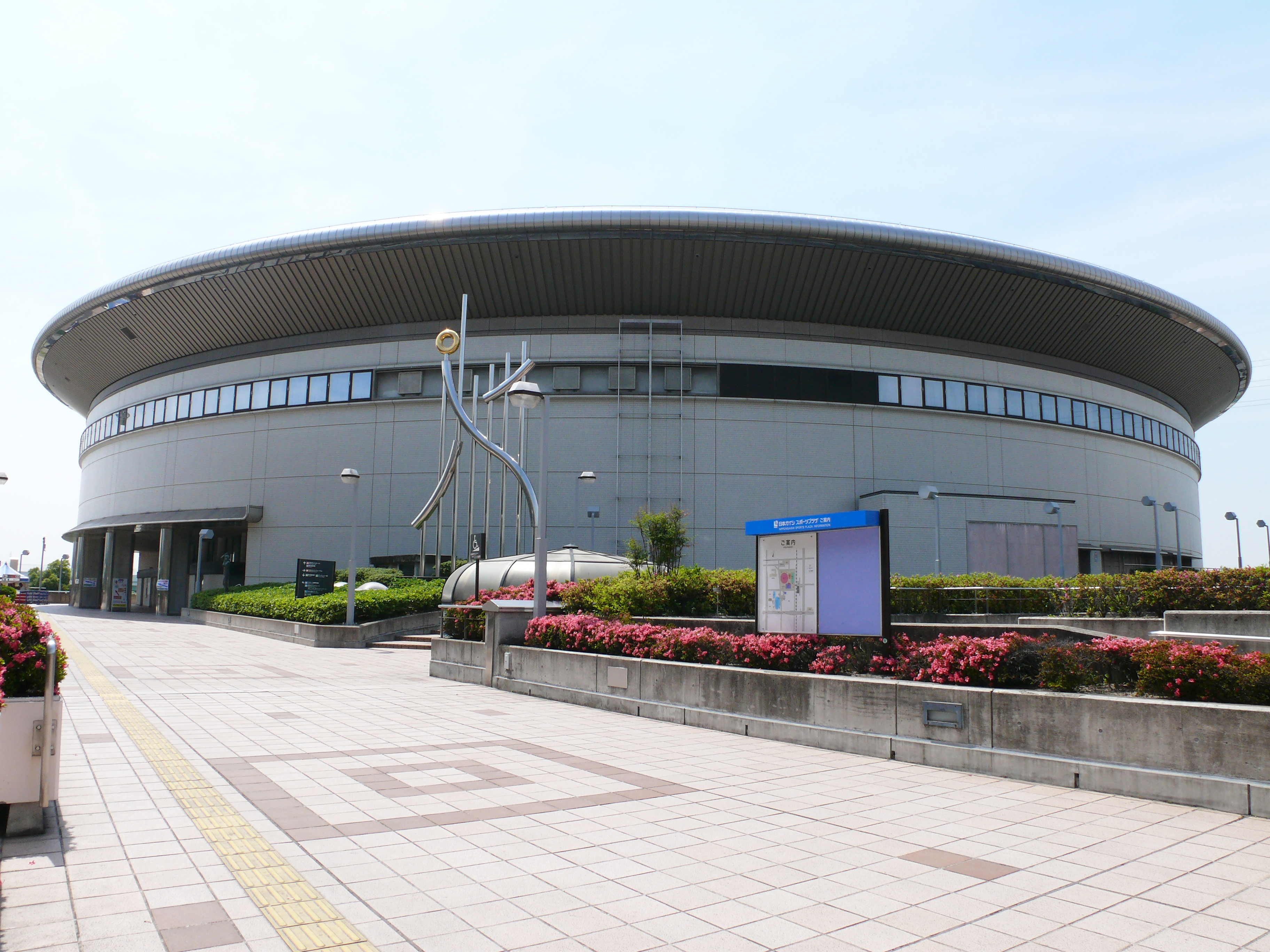
Die Nippon Gaishi Sports Plaza

Das Nagoya-shi Sōgō Taiikukan (jap. 名古屋市総合体育館; „Allgemeine Sporthalle der Stadt Nagoya“; engl. Nagoya Civic General Gymnasium) ist ein Veranstaltungskomplex mit überdachtem Mehrzweckstadion für 10.000 Zuschauer in der Stadt Nagoya in der japanischen Präfektur Aichi. Nach dem Verkauf der Namensrechte 2007 an Nippon Gaishi (engl. NGK Insulators) heißt das Gebäude seitdem Nippon Gaishi Sports Plaza (日本ガイシスポーツプラザ, Nippon Gaishi supōtsu puraza; engl. Nippon Gaishi Hall). Betreiber ist die Stiftung (zaidan-hōjin) Nagoya-shi Kyōiku Sports Kyōkai, die „Gesellschaft für Bildung und Sport der Stadt Nagoya“ (engl. Nagoya City Education and Sports Promotion Agency, kurz NESPA), Eigentümer die Stadt Nagoya.
Der Gebäudekomplex im Stadtviertel Higashi-Matabēchō im Stadtbezirk Minami von Nagoya wurde 1987 von dem Bauunternehmen Ōbayashi-gumi fertiggestellt. Neben der 3.646 m² großen Haupthalle (ehemals Rainbow Hall) enthält er zwei kleinere Hallen mit 480 und 200 Plätzen, ein 25-Meter-Schwimmbecken, einen Bogenschießstand und das Nippon Gaishi Forum aus mehreren Veranstaltungs- und Konferenzräumen.
Im Sōgō Taiikukan fanden neben Sportveranstaltungen zahlreiche Konzerte bekannter nationaler und internationaler Musiker statt. Mehrfach war es Austragungsort der NHK Trophy im Eiskunstlaufen und von internationalen Volleyballwettbewerben, dem FIVB World Grand Champions Cup und der Volleyball-Weltmeisterschaften 1998 und 2010.